# Qiu Jian (Tres Regnes)
En aquest nom xinès, el cognom és Qiu.
Qiu Jian va ser un general militar de Cao Wei durant el període dels Tres Regnes de la història xinesa.
Qiu va ser un bon i íntim amic de Zhong Hui. Va servir originalment sota Hu Lie. Qiu va continuar informant a Hu Yuan (fill de Hu Lie) de la crisi quan Zhong va tenir confinats a Hu Lie i molts altres per tal de dur a terme una revolta. L'anteriorment general de Shu Han, Jiang Wei, va animar a Zhong perquè matés als seus soldats, ja que ell creia que realment no l'ajudarien en la seva causa pel fet que estaven sent controlats a través de la por. Jiang intentà en aquesta revolta de debilitar en gran manera la força de Zhong i restaurar l'estat caigut de Shu Han a través de la futura manca de poder en el bàndol de Zhong. La revolta va acabar fracassant, costant-li la vida a Zhong i a Jiang.